# Fons-sur-Lussan
Fons-sur-Lussan är en kommun i departementet Gard i regionen Occitanien i södra Frankrike. Kommunen ligger i kantonen Lussan som tillhör arrondissementet Nîmes. År 2022 hade Fons-sur-Lussan 228 invånare.

## Befolkningsutveckling
Antalet invånare i kommunen Fons-sur-Lussan
Referens:INSEE